# ويل فويجت
ويل فويجت (مواليد 18 أغسطس 1976) هو مدرب كرة سلة أمريكي.فاز مع منتخب نيجيريا ببطولة أمم أفريقيا لكرة السلة 2015 لأول مرة في تاريخهم. في يناير 2022 وقع عقد لمدة سنة لتدريب نادي الزمالك.